# Хэм, Билл
Билли Мак «Билл» Хэм (англ. Billy Mack «Bill» Ham, 4 февраля 1937 года, Уоксахачи, Техас — 20 июня 2016 года, Остин, Техас) — американский продюсер, менеджер, импресарио, наиболее известен своей работой с группой ZZ Top, продолжавшейся с 1969 по 2006 год. Его заслуги в успехе ZZ Top таковы, что он нередко рассматривается как четвёртый член группы.

## Биография
Родился в городке Уоксахачи близ Далласа, штат Техас. О его детстве известно немного: Билл Хэм был весьма замкнутым человеком и практически не давал интервью. По распространённой легенде, дом родителей Хэма своей задней стороной граничил с домом, где в детстве жила будущая звезда рокабилли Ронни Доусон. Доусон, будучи на два года младше Хэма вспоминал, что «Мои родители думали, что мир создан для него. Он был из таких волшебных детей. Все его любили. И уже тогда он мог вас очаровать, и получить всё, что он хотел». Окончил школу в Уоксахачи и Университет Северного Техаса.
Первым шагом в музыкальном бизнесе Билл Хэм сделал как певец, записав сингл, который продюсировал Пэт Бун, но затем Билл Хэм переключился на организаторскую работу в сфере промоушна в компании Bud Dailey Distributing. К моменту встречи в 1967 году с Гиббонсом, у Билла Хэма был уже достаточный послужной список, так, среди его подопечных числился Джон Мейолл, который даже жил в доме Хэма во время первых гастролей в Техасе.
Билл Хэм впервые встретился с Билли Гиббонсом в 1967 году, когда группа Гиббонса Moving Sidewalks выступала на концерте вместе с The Doors. Тогда Хэм, после выступления прошёл за кулисы, и познакомился с Гиббонсом, предложив ему свои услуги. Как вспоминал Гиббонс «Мы пожали друг другу руки и в прекрасной манере он протянул мне сигару, сказав „Сынок, я намерен сделать тебя звездой“». Вскоре Moving Sidewalks распались, Гиббонс создал ZZ Top, а Билл Хэм организовал компанию Lone Wolf Management и приступил к своей работе. С 1969 году Билл Хэм занимался практически всеми вопросами группы: организовывал выступления, разрабатывал имидж группы, концепции гастролей и занимался прочей организаторской деятельностью. Собственно на протяжении почти 40 лет всё в группе находилось под его постоянным контролем: как в публичной, так и в частной сфере. Так, по его настоянию на альбомах ZZ Top никогда не было песен приглашённых гостей, члены группы подписали контракт, обязывающий их отказаться от каких-либо сайд-проектов, доходило до того, что Хэм запрещал членам группы посещать увеселительные заведения. Стиль работы Хэма однажды охарактеризовали, как «сочетание менеджмента от Тома Паркера c отношением к жизни Рэмбо и манерам в бизнесе Маркиза де Сада». Вместе с тем, многие люди, когда-либо пересекавшиеся с ZZ Top помнят ежегодные рождественские пекановые пироги, которые присылал Билл Хэм.
Билл Хэм также принимал участие в подготовке музыкального материала, и даже стал соавтором нескольких песен группы. Но в студии, по словами Гиббонса, Хэм в большей степени был мотиватором, чем звукоинженером: «Он никогда не касался переключателей. Однако он обладал отменным чутьём, каким-то внутренним чувством. Он предпочитал оставаться неким вдохновителем, что позволяло течь самой сущности».
Особняком стоит его удивительная работа по подписанию контрактов со звукозаписывающими компаниями: в 1978 году с Warner Brothers (урегулировав причём вопрос о правах на распространение ранних альбомов группы с предыдущим лейблом London Records) и в 1994 году с RCA Records, подписание которого на фоне спада продаж работ группы считают чудом.
Билл Хэм был продюсером или сопродюсером всех студийных альбомов группы, начиная с первого и заканчивая альбомом Rhythmeen 1996 года. С 1996 по 2006 год Билл Хэм не занимался собственно подготовкой материала для альбомов, но продолжал всю остальную работу для ZZ Top. В 2006 году сотрудничество Билла Хэма и ZZ Top завершилось. Эта новость была такой же шокирующей, «как если бы Плейбой уволил Хью Хефнера». Тем не менее, расставание прошло дружески. Дасти Хилл после подписания контракта с новой управляющей компанией заметил, что «Мы всё так же рассматриваем менеджмент, как важную часть нашей деятельности, но у нас нет тех отношений. Теперь это просто бизнес. С Биллом это было больше чем бизнес».
Хэм также был продюсером таких исполнителей, как Джей Аарон, Джей Бой Эдамс, Клинт Блэк, Роки Хилл, Эрик Джонсон, Ван Уилкс, Кинки Фридмен и группы Point Blank. Кроме того что Билл Хэм возглавлял им созданную компанию Lone Wolf Management, он являлся владельцем компании Hamstein, издателя кантри-музыки, по оценкам Billboard второго по продажам издателя кантри в США.
Билл Хэм был женат на Сесиль Хэм, которая была убита 2 июля 1991 года только что освободившимся из заключения Спенсером Кори Гудманом (казнён 18 января 2000 года). У пары детей не было.
Умер в своём доме в Остине 20 июня 2016 года. Причина смерти названа не была.
В музыкальном бизнесе он был немного загадкой и я думаю, что ему нравилось это. Он вообще не гонялся за славой. Вы не сможете  увидеть много его фотографий и вы вряд ли увидите интервью с ним. Но когда вы знакомились с ним ближе, он возможно был самым скромным и сообразительным парнем среди тех, кого я встречал  
Оригинальный текст (англ.)In the music business, he’s a little bit of an enigma, and I think he liked it that way...He was not a glory hound at all. You didn’t see many pictures of him, and you’d hardly ever see an interview with him. But when you got past the front door, he was probably the most humble but savvy guy I ever met.